# Las Quilas (sector)

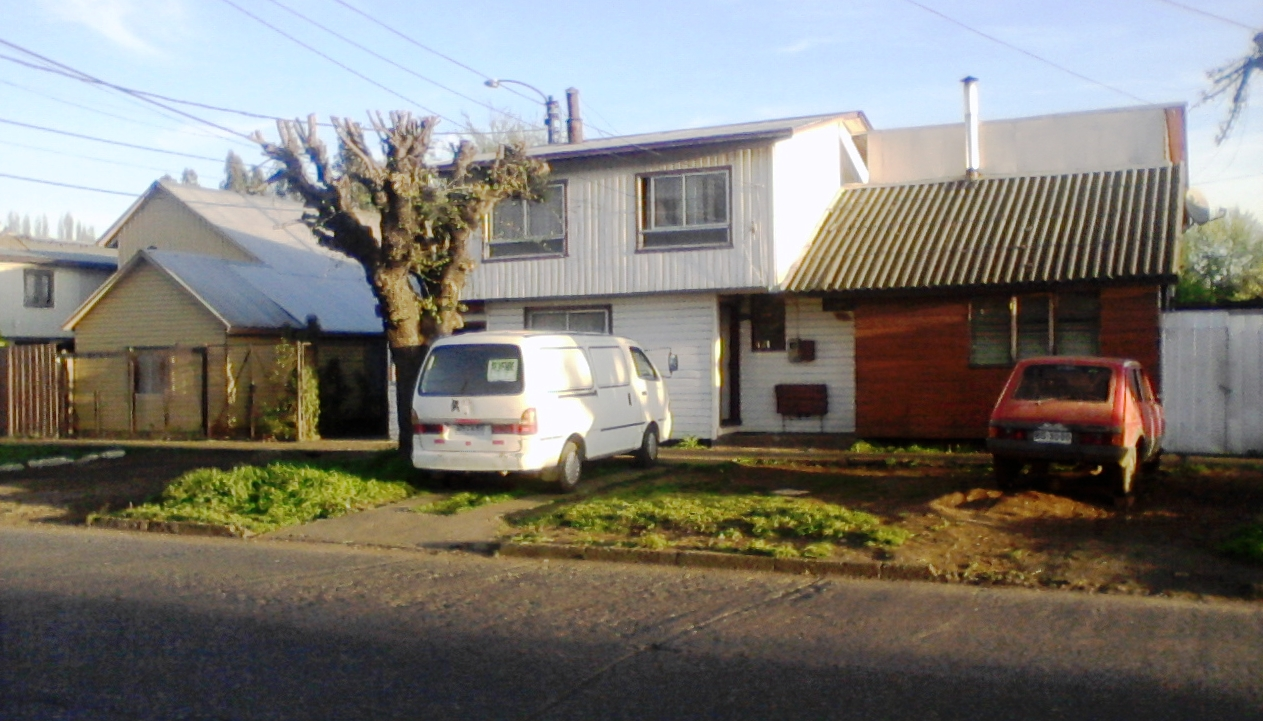
Viviendas de la calle Armando Jobet, en la población Abraham Lincoln.

Las Quilas es un sector de la ciudad de Temuco, Chile. Se ubica entre las calles Caupolicán por el poniente, Los Poetas por el sur y Las Quilas por el oriente, hasta el sector del homecenter Easy y el supermercado Santa Isabel de Caupolicán por el norte, incluidos además los terrenos al oriente de calle Las Quilas.
Son parte del sector Las Quilas las poblaciones Abraham Lincoln y Las Quilas, el condominio Parque Cautín, la Escuela de Formación de Carabineros, la escuela municipal Los Avellanos, los Traperos de Emaús, y el Centro Comunitario de Rehabilitación de Temuco.

## Origen etimológico
Debe su nombre a la gran cantidad de arbustos de la especie Chusquea quila que abundaba junto al estero Temuntu-ko, el cual cruzaba esta zona antes de la fundación de la ciudad.

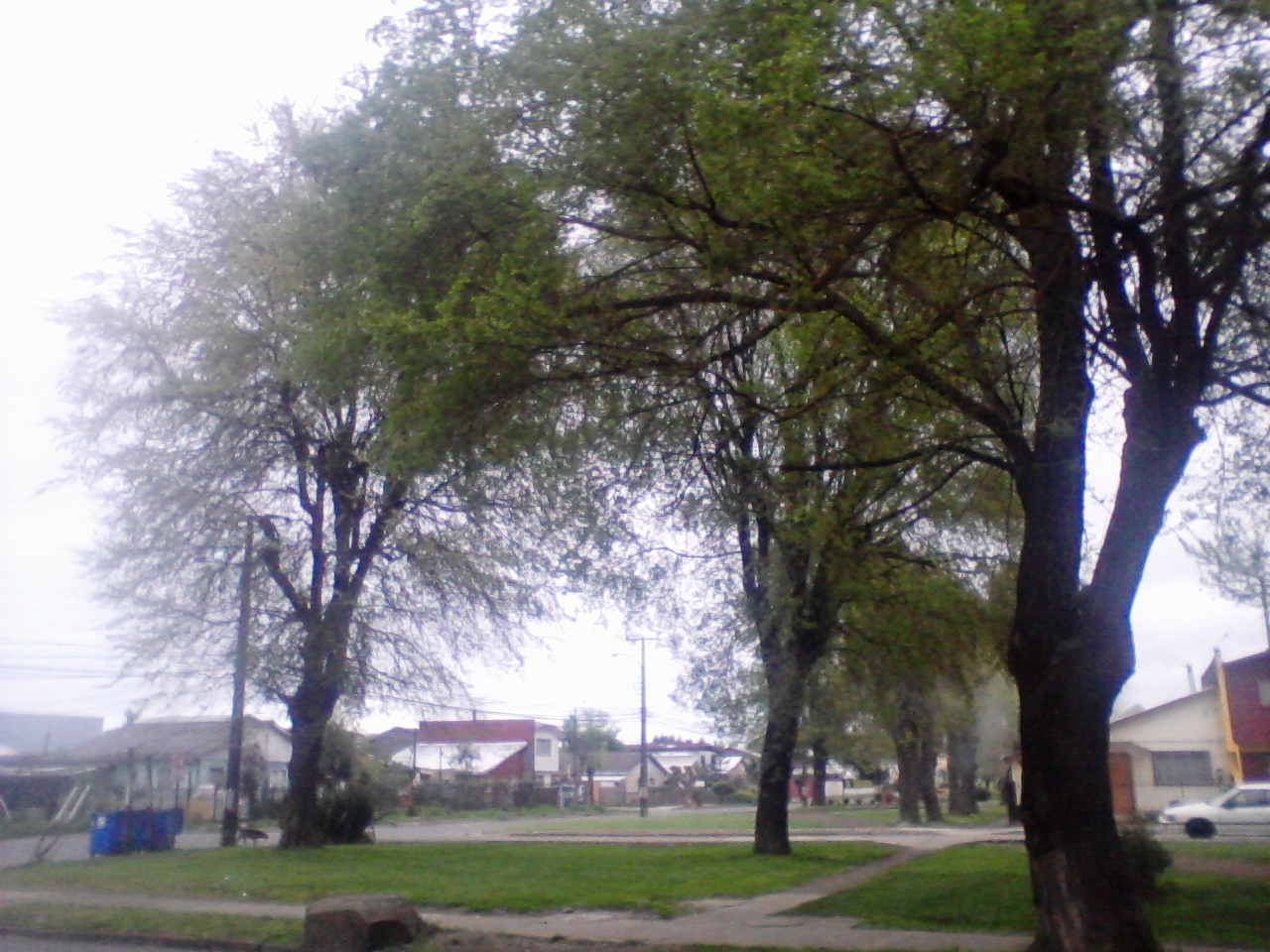
Área verde del sector Las Quilas.